# 王象節
王象節（？年—1595年），字子度，號翼吾，山東新城縣（今桓台縣新城鎮）人。明朝政治人物。

## 生平
王象節出身新城王氏，為王之輔四子。十歲即通詩律，工書法。萬曆十六年（1588年）舉戊子科鄉試，萬曆二十年（1592年）登壬辰科三甲一百九十六名進士，都察院觀政，改翰林院庶吉士，二十二年授翰林院檢討，充國史纂修官。萬曆二十三年（1595年）病卒。後崇祀新城鄉賢祠。

## 家族
曾祖父王麟；祖父王重光，户部左侍郎；父親王之輔，户部员外郎。